# Irfan Bachdim
Irfan Bachdim (sinh ngày 11 tháng 8 năm 1988) là một cầu thủ bóng đá người Indonesia.

## Đội tuyển bóng đá quốc gia Indonesia
Irfan Bachdim thi đấu cho đội tuyển bóng đá quốc gia Indonesia từ năm 2010 đến 2014.

## Thống kê sự nghiệp
| Đội tuyển bóng đá Indonesia | Đội tuyển bóng đá Indonesia | Đội tuyển bóng đá Indonesia |
| Năm                         | Trận                        | Bàn                         |
| --------------------------- | --------------------------- | --------------------------- |
| 2010                        | 8                           | 2                           |
| 2011                        | 4                           | 0                           |
| 2012                        | 9                           | 4                           |
| 2013                        | 2                           | 0                           |
| 2014                        | 3                           | 1                           |
| 2015                        | 0                           | 0                           |
| 2016                        | 3                           | 3                           |
| 2017                        | 3                           | 1                           |
| 2019                        | 7                           | 1                           |
| Tổng cộng                   | 39                          | 12                          |

### Bàn thắng quốc tế
| #   | Ngày                 | Địa điểm                                                          | Đối thủ     | Bàn thắng | Kết quả | Giải đấu                 |
| --- | -------------------- | ----------------------------------------------------------------- | ----------- | --------- | ------- | ------------------------ |
| 1.  | 1 tháng 12 năm 2010  | Sân vận động Gelora Bung Karno, Jakarta, Indonesia                | Malaysia    | 5 - 1     | 5 - 1   | AFF Cup 2010             |
| 2.  | 4 tháng 12 năm 2010  | Sân vận động Gelora Bung Karno, Jakarta, Indonesia                | Lào         | 4 - 0     | 6 - 0   | AFF Cup 2010             |
| 3.  | 5 tháng 6 năm 2012   | Sân vận động tưởng niệm Rizal, Manila, Philippines                | Philippines | 2 - 1     | 2 - 2   | Giao hữu                 |
| 4.  | 26 tháng 9 năm 2012  | Sân vận động Sultan Hassanal Bolkiah, Bandar Seri Begawan, Brunei | Brunei      | 1 - 0     | 5 - 0   | Giao hữu                 |
| 5.  | 26 tháng 9 năm 2012  | Sân vận động Sultan Hassanal Bolkiah, Bandar Seri Begawan, Brunei | Brunei      | 3 - 0     | 5 - 0   | Giao hữu                 |
| 6.  | 26 tháng 9 năm 2012  | Sân vận động Sultan Hassanal Bolkiah, Bandar Seri Begawan, Brunei | Brunei      | 5 - 0     | 5 - 0   | Giao hữu                 |
| 7.  | 14 tháng 7 năm 2014  | Sân vận động Saoud bin Abdulrahman, Al Wakrah, Qatar              | Qatar       | 2 - 2     | 2 - 2   | Giao hữu                 |
| 8.  | 6 tháng 9 năm 2016   | Sân vận động Manahan, Surakarta, Indonesia                        | Malaysia    | 2 - 0     | 3 - 0   | Giao hữu                 |
| 9.  | 9 tháng 10 năm 2016  | Sân vận động Maguwoharjo, Sleman, Indonesia                       | Việt Nam    | 2 - 2     | 2 - 2   | Giao hữu                 |
| 10. | 8 tháng 11 năm 2016  | Sân vận động Quốc gia Mỹ Đình, Hà Nội, Việt Nam                   | Việt Nam    | 2 - 1     | 2 - 3   | Giao hữu                 |
| 11. | 8 tháng 6 năm 2017   | Sân vận động Olympic Phnôm Pênh, Phnôm Pênh, Campuchia            | Campuchia   | 1 - 0     | 2 - 0   | Giao hữu                 |
| 12. | 15 tháng 10 năm 2019 | Sân vận động Kapten I Wayan Dipta, Gianyar, Indonesia             | Việt Nam    | 1 - 3     | 1 - 3   | Vòng loại World Cup 2022 |